# Petra Feuerstein-Herz
Petra Feuerstein-Herz (* 25. Februar 1956 in Nürnberg) ist eine deutsche Bibliothekarin und Wissenschaftshistorikerin.

## Leben und Wirken
Petra Feuerstein-Herz studierte Biologie, Geschichte und Pädagogik und legte die beiden Staatsexamen für den höheren Schuldienst in den Jahren 1982 und 1984 ab. Im Jahre 1986 trat sie als wissenschaftliche Angestellte in den Dienst der Herzog-August-Bibliothek Wolfenbüttel ein; 1988 begann sie an der Universitätsbibliothek Braunschweig als Bibliotheksreferendarin die Ausbildung für den höheren Bibliotheksdienst und absolvierte die Fachprüfung hierfür 1990 an der Fachhochschule für Bibliotheks- und Dokumentationswesen in Köln. Seither war sie wieder an der Herzog-August-Bibliothek tätig. Neben der Betreuung verschiedener Fachreferate leitete sie dort die Abteilung für Alte Drucke bzw. die Sammlung deutscher Drucke des 17. Jahrhunderts. Außerdem oblag ihr die Geschäftsführung des Wolfenbütteler Arbeitskreises für Buch-, Bibliotheks- und Mediengeschichte. Im Jahre 2004 promovierte sie an der Technischen Universität Braunschweig über den Begründer der Tiergeographie Eberhard August Wilhelm von Zimmermann. 2021 trat sie in den Ruhestand. In ihren zahlreichen Veröffentlichungen beschäftigt sie sich vor allem mit den wertvollen historischen Drucken der Herzog-August-Bibliothek u. a. im Bereich der Naturwissenschaften und Alchemie. Hinzu kommt die Herausgabe von Ausstellungskatalogen der Wolfenbütteler Bibliothek.

## Veröffentlichungen (Auswahl)
- Von Euklid bis Gauss. Begleitheft zur Ausstellung: "Maß, Zahl und Gewicht", Mathematik als Schlüssel zu Weltverständnis und Weltbeherrschung. Herzog August Bibliothek, Wolfenbüttel 1989.
- Gotts verhengnis und seine straffe – zur Geschichte der Seuchen in der Frühen Neuzeit (= Ausstellungskataloge der Herzog-August-Bibliothek, Bd. 84). Harrassowitz, Wiesbaden 2005, ISBN 3-447-05225-2.
- Der Elefant der Neuen Welt. Eberhard August Wilhelm von Zimmermann (1743–1815) und die Anfänge der Tiergeographie (= Braunschweiger Veröffentlichungen zur Pharmazie- und Wissenschaftsgeschichte, Bd. 45). Deutscher Apotheker-Verlag, Stuttgart 2006, ISBN 3-7692-4099-5 (Dissertation Technische Universität Braunschweig).
- "Die große Kette der Wesen". Ordnungen in der Naturgeschichte der Frühen Neuzeit ; [Ausstellung der Herzog August Bibliothek Wolfenbüttel ... vom 28. Oktober 2007 bis 1. Juni 2008] (= Ausstellungskataloge der Herzog-August-Bibliothek, Bd. 88). Harrassowitz, Wiesbaden 2007, ISBN 3-447-05664-9.
- Dasein als verzaubertes Chaos. 20 Jahre Sammlung Deutscher Drucke 1601–1700 auf den Spuren von Herzog August d. J. (1579–1666) [Ausstellung der Herzog-August-Bibliothek Wolfenbüttel, ... vom 2. August 2009 bis 31. Januar 2010]. Harrassowitz, Wiesbaden 2009, ISBN 978-3-447-06078-3.
- "Die große Kette der Wesen". Ordnungen in der Naturgeschichte der Frühen Neuzeit. In: Philippia. Abhandlungen und Berichte aus dem Naturkundemuseum im Ottoneum zu Kassel, Bd. 14 (2009), S. 57–70.
- Encyclopaedia medica – medizinische Drucke in der Herzog August Bibliothek. In: Detlev Hellfaier (Hrsg.): Der wissenschaftliche Bibliothekar. Festschrift für Werner Arnold (= Wolfenbütteler Schriften zur Geschichte des Buchwesens, Bd. 44). Harrassowitz, Wiesbaden 2009, S. 201–220, ISBN 3-447-06100-6.
- (Hrsg.): Friedrich Justin Bertuchs "Bilderbuch für Kinder". Das illustrierte Wissen des 18. Jahrhunderts. Schneider, Darmstadt 2012, ISBN 978-3-650-25600-3 (2. Aufl. 2014).
- Afrika in Wolfenbüttel – Zur globalen Kulturwahrnehmung in der frühneuzeitlichen Fürstenbibliothek am Beispiel der Herzoglichen Bibliothek zu Wolfenbüttel. In: Claudia Brinker-von der Heyde (Hrsg.): Frühneuzeitliche Bibliotheken als Zentren des europäischen Kulturtransfers. Hirzel, Stuttgart 2014, S. 177–198, ISBN 978-3-7776-2251-4.
- Öffentliche Geheimnisse. Alchemische Drucke der frühen Neuzeit. In: (Dies., Hrsg., mit Stefan Laube): Goldenes Wissen. Die Alchemie – Substanzen, Synthesen, Symbolik [Ausstellung der Herzog August Bibliothek Wolfenbüttel (Bibliotheca Augusta: Augusteerhalle, Schatzkammer, Kabinett) vom 31. August 2014 bis zum 22. Februar 2015] (= Ausstellungskataloge der Herzog-August-Bibliothek, Bd. 98). Harrassowitz, Wiesbaden 2014, S. 55–65, ISBN 978-3-447-10251-3.
- Heinrich Julius und die Alchemie. Spurensuche in Wolfenbüttel und Prag. In: Werner Arnold u. a. (Hrsg.): Herzog Heinrich Julius zu Braunschweig und Lüneburg (1565–1613). Politiker und Gelehrter mit europäischem Profil (= Quellen und Forschungen zur braunschweigischen Landesgeschichte, Bd. 49). Appelhans Verlag, Braunschweig 2016, S. 220–233, ISBN 978-3-944939-16-2.
- Schriftliche und bildliche Quellen zur Alchemie des 16. Jahrhunderts. In: Harald Meller u. a. (Hrsg.): Alchemie und Wissenschaft des 16. Jahrhunderts. Fallstudien aus Wittenberg und vergleichbare Befunde (= Tagungen des Landesmuseums für Vorgeschichte Halle/Saale, Bd. 15). Halle/S. 2016, S. 281–297, ISBN 978-3-944507-48-4.
- Solve et Coagula. Handschriften und Drucke zur Alchemie in der Herzog August Bibliothek Wolfenbüttel. In: Imprimatur, N.F., Bd. 25 (2017), S. 195–220.
- Weiße Seiten. Durchschossene Bücher in alten Bibliotheken. In: Zeitschrift für Ideengeschichte, Bd. 11 (2017), S. 101–114.
- Vom Exemplar zum Einzelstück. In: Ulrike Gleixner u. a. (Hrsg.): Biographien des Buches (= Kulturen des Sammelns, Bd. 1). Wallstein, Göttinen 2017, S. 115–133, ISBN 978-3-8353-3145-7.
- Annotatiunculae ad Tacitum. Fürstliche Bildung und Buchkultur am Wolfenbütteler Hof. In: Volker Bauer u. a. (Hrsg.): Frauen – Bücher – Höfe. Wissen und Sammeln vor 1800. Essays in honor of Jill Bepler (= Wolfenbütteler Forschungen, Bd. 151). Harrassowitz, Wiesbaden 2018, S. 159–172, ISBN 3-447-10936-X.
- (Hrsg.): Feurige Philosophie. Zur Rezeption der Alchemie (= Wolfenbütteler Hefte, Bd. 37). Harrassowitz, Wiesbaden 2019, ISBN 978-3-447-11272-7.
- Text, Werk, Buch, Sammlung. Buchausstellungen und die Frage der historischen Authentizität. In: Dominik Kimmel/Stefan Brüggerhoff (Hrsg.): Museen – Orte des Authentischen? (RGZM-Tagungen, Bd. 42). Verlag des Römisch-Germanischen Zentralmuseums, Mainz 2020, S. 245–255, ISBN 978-3-88467-311-9.
- Von Heimlichkeit der Natur. Benutzungsspuren in alchemischen Anleitungsbüchern. In: Medium Buch, Bd. 1 (2019/2020), S. 45–67.
- Konfigurationen einer Bibliothek. Herkunft und Migration von Büchern im Kontext historischer Sammlungslogiken. In: Internationales Archiv für Sozialgeschichte der deutschen Literatur, Bd. 46 (2021), S. 170–185.
- "Merckht auff ihr Leben fillj". Zur Materialität von Alchemiebücherns der Frühen Neuzeit. In: (Dies., Hrsg., mit Ute Frietsch): Alchemie – Genealogie und Terminologie, Bilder, Techniken und Artefakte. Forschungen aus der Herzog August Bibliothek (= Wolfenbütteler Forschungen, Bd. 166). Harrassowitz, Wiesbaden 2021, S. 259–286 u. 301–302, ISBN 978-3-447-11529-2.
- Bücher im ärztlichen Alltag der Frühen Neuzeit. Nutzungsspuren und praxelogische Überlegungen. In: Ursula Rautenberg (Hrsg.): Das Buch als Handlungsangebot. Soziale, kulturelle und symbolische Praktiken jenseits des Lesens (= Bibliothek des Buchwesens, Bd. 32). Hiersemann, Stuttgart 2023, S. 52–70, ISBN 978-3-7772-2300-1.

Festschrift
- Hartmut Beyer/Peter Burschel (Hrsg.): Ephemera. Abgelegenes und Vergängliches in der Kulturgeschichte von Druck und Buch. Festschrift für Petra Feuerstein-Herz (= Medium Buch, Bd. 3/2021). Harrassowitz, Wiesbaden 2022, ISBN 978-3-447-11926-9 (Bibliographie Petra Feuerstein-Herz, S. 25ff.)